# Região Metropolitana de Rancagua
A Região Metropolitana de Rancagua é una conurbação localizada no Chile, composta pelas zonas urbanas das comunas de Rancagua e Machalí, mais a localidade de Gultro.
Próximos a esta conurbação, e provavelmente parte dela em um futuro próximo, são localidades como Olivar Bajo (comuna de Olivar), Punta de Cortés (comuna de Rancagua), La Compañía (comuna de Graneros), e incluso outros setores pertencentes a comunas vizinhas como Lo Miranda (comuna de Doñihue), Los Lirios (comuna de Requínoa).

## População
A população da conurbação segundo dados censo do ano 2002 era de 236.363 habitantes. Segundo estimativas do INE para o ano 2010 as comunas que formam esta conurbação teriam a seguinte população:
- Rancagua: 245.476 hab.
- Machalí: 34.778 hab.
- Graneros: 30.305 hab.
- Olivar: 13.862 hab.
- Los Lirios (comuna de Requinoa): 4.000 hab. (aprox)
- Total: 328.421.

## Conurbação Rancagua – Machalí

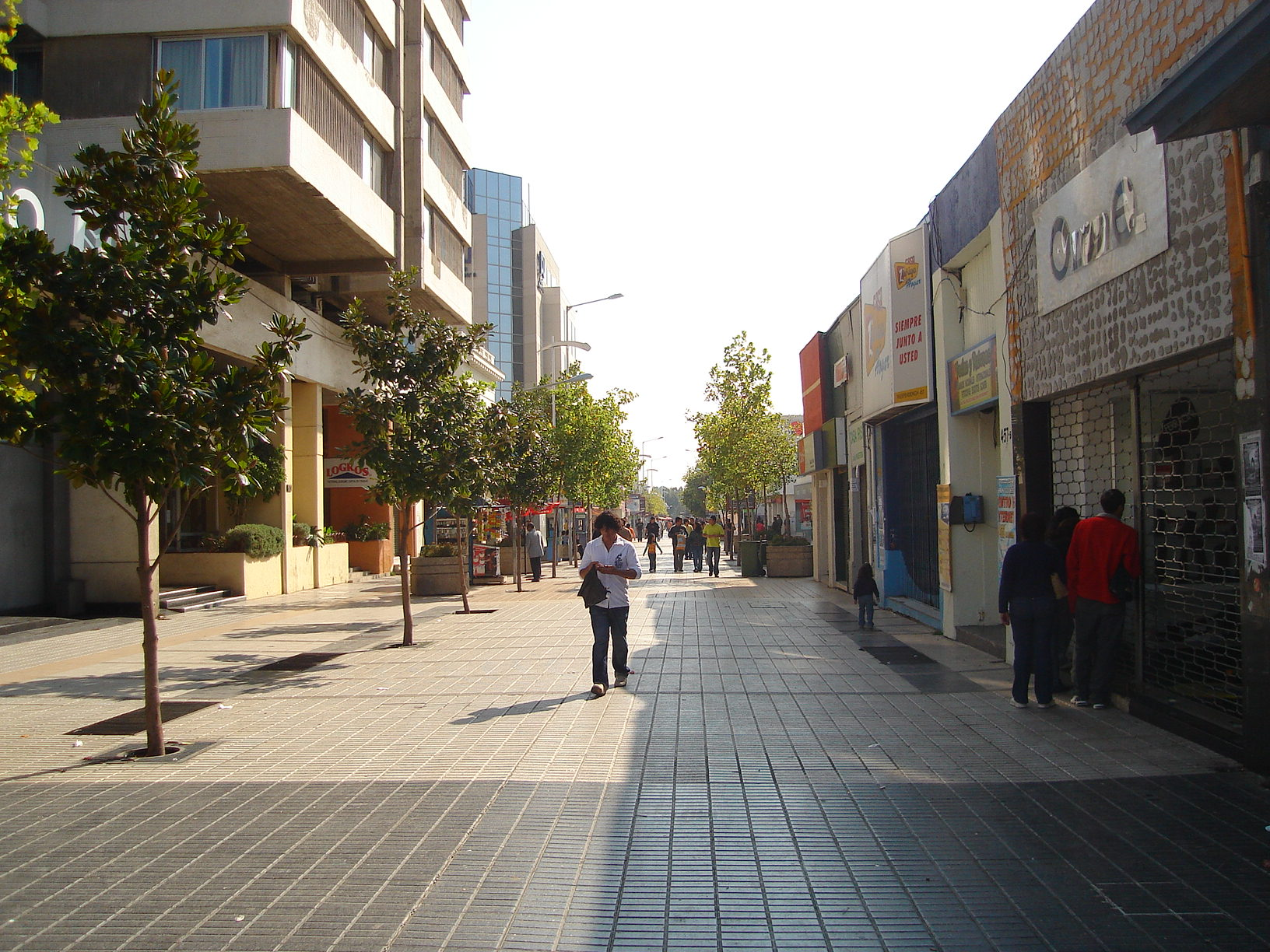
Paso Independência, um dos principais eixos comerciais de Rancagua.

Durante estes últimos anos a comuna de Machalí tem sofrido um grande crescimento no referente à construção habitacional. Esta passou de ser de uma comuna rural a uma cidade que pouco a pouco tem ido incrementando tanto sua população como sua economia, destacando-se o boom imobiliário, mediante grandes construções de lotes e condomínios na principal avenida da comuna, a Avenida San Juan. Desta maneira, e paulatinamente, Machalí se converte na cidade dormitório de Rancagua.
O limite natural de ambas comunas é o Canal La Compañía, que corre paralela a poucos metros da Av. El Parque (detrás do Cinemark), conectadas pela Nova Avenida Miguel Ramírez – San Juan. Dita artéria foi remodelada como parte do bicentenário do Chile com uma renovação total de suas calçadas, passando de 2 a 4, compreendidos entre a Ex-Rota 5 e Caminho Recreio. As obras foram entregues no mês de Setembro de 2010, faltando entregar o trecho entre Camino el Recreo e Calle El Roble que contará com uma calçada em 2 pistas de 9 metros de largura.

## Transporte
O transporte maior da Grande Rancagua se chama Trans-O'higgins, fez-se uma divisão aos tipos de transporte: os micros são de cor vermelho que são as de percurso urbano correspondentes a Rancagua e as de cor verde que são as do tipo rural e outras comunas. Estas últimas são o pilar do transporte com as comunas próximas à cidade, que já mostra indícios de conurbação com a comuna de Machalí, e de outras comunas como Graneros, San Francisco de Moztazal e Doñihue. O transporte menor constitui as linhas de táxis coletivos, que se dividem nos intercomunais e os unicamente urbanos. Atualmente existe uma restrição veicular aos coletivos, que formam parte importante do parque automotriz da cidade. O Rodoviário é o terminal donde se concentra a locomoção para as comunas vizinhas a cidade, tanto em transporte maior como menor.
Além disso, o metrotren tem detenções nas estações de Rancagua e Graneros, serviço que projeta habilitar mais paradas.